# نیراج چوپرا
نیراج چوپرا (انگلیسی: Neeraj Chopra؛ زادهٔ ۲۴ دسامبر ۱۹۹۷) پرتاب‌گر نیزه اهل هند است.